# Parlamentarisches Regierungssystem
Als parlamentarisches Regierungssystem bezeichnet man jene Ausformungen parlamentarischer Demokratien, in denen die Regierung zu ihrer Wahl und in ihrer Amtsausübung auf die direkte oder indirekte Unterstützung durch das Parlament angewiesen ist. Hierbei sind die beiden Institutionen personell miteinander verzahnt und das Parlament besitzt ausgeprägte Kompetenzen, in erster Linie die Wahl und Absetzung der Regierung. Bedeutend ist auch, dass der Vorsitzende der Regierung (also der Regierungschef wie beispielsweise der Kanzler oder ein Ministerpräsident) vom Parlament gewählt wird und erweiterte Rechte gegenüber den Ministern besitzt.
Dem parlamentarischen Regierungssystem steht das präsidentielle Regierungssystem gegenüber mit dem Prototyp der Vereinigten Staaten von Amerika. Die Mischform mit Elementen beider Typen nennt man semipräsidentielles Regierungssystem; ein ausgeprägtes Beispiel bietet die heutige Fünfte Französische Republik.

## Begriffliche und institutionelle Entwicklung
Der Ausdruck „Parlament“ stammt von dem altfranzösischen Wort parlement („sprechen“, „sich unterhalten“) ab; als Bezeichnung für die Reichsversammlungen der fränkischen Könige tritt er erstmals im 12. Jahrhundert auf. Im England des 13. Jahrhunderts wurde als parliamentum die Unterredung des Königs mit den Ständen bezeichnet, die den Ursprung des heutigen Parlamentarismus bildet. Erst ab Mitte des 19. Jahrhunderts verbreitet sich das Wort auch in Deutschland, steht aber nach wie vor in gewisser Konkurrenz zu Begriffen wie „Tag“ oder „Versammlung“ (Bundestag, Landtag).
Unter der Herrschaft von König Alfons IX. wurden die „Cortes“ des Jahres 1188 in der Stadt León gehalten. Dies war das erste europäische Parlament (spanisch Cortes, Ständeversammlung) mit der Beteiligung des dritten Etats (der Bourgeoisie der Städte). In diesem Parlament wurden die Unverletzlichkeit der Privatwohnung und die Unverletzlichkeit der Post anerkannt, sowie die Notwendigkeit für den König, das Parlament einzuberufen, um den Krieg zu erklären oder Frieden zu schließen. Verschiedene individuelle und kollektive Rechte wurden garantiert. Die Cortes von Benavente (im Jahr 1202) erweiterten die Grund- und Wirtschaftsrechte des Königreichs León und seiner Bewohner (Keane 2009: 169–176).
Als Ursprungsland des Parlamentarismus wird gemeinhin das englische System erachtet, das eine kontinuierliche, 800-jährige relativ ungebrochene Evolution politischer Institutionen hin zu dem heutigen System aufweist. Aus den königlichen Beratern entwickelte sich mit der Ausbildung des englischen Feudalsystems der „Rat des Königs“ (curia regis), der sich nach und nach ein Mitspracherecht unter anderem bei der Steuererhebung aneignete. Im 13. Jahrhundert wurde dieses Gremium dann um die „commons“, d. h. Bürgerliche (Handwerker, Gildenmitglieder, Händler und Ritter) erweitert, und somit eine zweite Kammer etabliert. Die beiden Kammern konnten nach und nach ihre Rechte im Budgetrecht erweitern. Das Budgetrecht war somit eine der ersten Kompetenzen, die sich die Kerne zukünftiger Parlamente gegenüber den Monarchen erstreiten konnten, und über welches sie im Zeitverlauf immer wieder auch andere Politikbereiche indirekt auch gegen den Willen der Monarchen beeinflussen konnten (engl. power of the purse, „Macht des Geldbeutels“).
Außer in Russland, Dänemark und Norwegen setzte sich durch, dass die Erhebung von Abgaben (über die feudalen hinaus) nicht ohne Zustimmung der Betroffenen erfolgen durfte, das Steuerbewilligungsrecht der Stände blieb in den meisten Ländern bis in das 17. Jahrhundert hinein erhalten (außer in Frankreich, in dem sie es 1440 wieder verloren). Die „Power of the Purse“ half den Parlamenten somit, sich unentbehrlich zu machen und führte zu einer schrittweisen Konzentration von Souveränität in den Parlamenten.

## Konfiguration des parlamentarischen Systems
Je nach Herangehensweise haben verschiedene Autoren zu unterschiedlichen Zeiten versucht, parlamentarische Systeme zu beschreiben. Der Politikwissenschaftler Klaus von Beyme stellt folgenden Katalog auf:
1. Eine enge Verbindung zwischen Exekutive und Legislative, verbunden mit der Kompatibilität von Abgeordnetenmandat und Ministeramt (fehlt aber z. B. in Luxemburg oder den Niederlanden).
2. Premierminister und übrige Minister stammen in der Regel aus dem Parlament; einzelne Ressorts (Außen-, Verteidigungs- und technisches Ministeramt) hatten dabei lange die Tendenz, Experten von außerhalb anzuziehen.
3. Die Regierung muss zurücktreten („demissionieren“), wenn die Parlamentsmehrheit ihr das Vertrauen entzieht (politische oder parlamentarische Ministerverantwortlichkeit); meist entwickelte sich ein Misstrauensvotum, sonst auch Vertrauensfrage der Regierung, oder feindliche Abstimmung/Budgetverweigerung des Parlaments.
4. Das Parlament hat das Recht, durch Interpellationen (förmliche Anfragen) die Regierung zu kontrollieren und sich Informationen über andere Hilfsmittel wie Untersuchungsausschüsse zu verschaffen. Dadurch wird die Entscheidung über die Anwendung der Sanktion erleichtert; auch diente manchmal das Budgetrecht als Sanktion.

### Klassifikation eines parlamentarischen Systems
Weitere Möglichkeiten für die Klassifikation eines Systems als „parlamentarisch“:
- Die Kompatibilität von Parlamentsmandat und Regierungsamt: Im parlamentarischen System ist die Bekleidung eines Regierungsamts und eines Parlamentsmandats durch die gleiche Person rechtlich zulässig und zudem politisch notwendig. In einigen politischen Systemen, wie dem des Vereinigten Königreichs, müssen die Minister gar aus den Reihen des Parlaments hervorgehen. Diese Kompatibilität führt zu einer personellen Verschränkung der beiden Staatsgewalten Exekutive und Legislative, berührt jedoch nicht deren institutionelle Teilung.
- Die Absetzbarkeit der Regierung durch das Parlament: Die Funktion der Regierungskontrolle kommt in parlamentarischen Systemen vornehmlich dadurch zum Ausdruck, dass das Parlament befähigt ist, die Regierung aus politischen Gründen abzusetzen. Dies erfolgt durch das so genannte „Misstrauensvotum“, das die Regierung zum Abdanken verpflichtet und die Neuwahl des Regierungsoberhauptes zur Folge hat. Diese Kompetenz kann sich auch auf einzelne Minister beziehen. Der Auftrag zur Regierungsbestellung hingegen liegt zwar häufig beim Parlament, ist aber kein zwingender Bestandteil dieses Systemtyps. Durch diesen Umstand ist die Regierung in der Erhaltung ihres Amtes vom Parlament abhängig.
- Auflösbarkeit des Parlaments durch die Regierung: Die Regierung behält sich das Recht vor, das Parlament aufzulösen. Somit ist auch das Parlament graduell von der Regierung abhängig, wenngleich eine Auflösung des Parlaments im parlamentarischen System den Rücktritt der Regierung zur Folge hat.

### Primärmerkmale
Die oben genannten Konfigurationen haben bestimmte Auswirkungen auf die Zusammenarbeit von Parlament und Regierung sowie die innere Struktur des Parlaments:
- Strikte Partei- und Fraktionsdisziplin: Da Parlament und Regierung derart voneinander abhängig sind, ist es zugunsten einer stabilen Regierung unerlässlich, dass das Regierungsoberhaupt seine Partei bzw. Fraktion im Parlament unter Kontrolle hat. Im Gegensatz zu präsidentiellen Systemen gestaltet sich die Bindung der Parlamentarier daher zu Gunsten der eigenen Partei bzw. Fraktion und zu Ungunsten des jeweiligen Wahlkreises. Demgegenüber steht das Prinzip des freien Mandats, welches dem Abgeordneten bei einzelnen Entscheidungen eine Gewissensfreiheit einräumt.
- Die Regierungsmehrheit: Als Regierungsmehrheit gilt die Menge der Abgeordneten im Parlament, welche durch ihre Unterstützung die Regierung im Amt hält. Sie umfasst also sämtliche Regierungsmitglieder, die Angehörigen der Regierungspartei und eventuell die Koalitionsparteien. In präsidentiellen Systemen, wo die Regierung und ihr Oberhaupt unabhängig von parlamentarischen Mehrheiten sind, gibt es eine solche Regierungsmehrheit nicht.
- Die klar erkennbare Opposition im Parlament: Im Gegenzug zur Regierungsmehrheit gibt es auch eine erkennbare Opposition im Parlament. Anders gesprochen sind hier Regierung und Opposition im Parlament klar voneinander zu unterscheiden. Im präsidentiellen System hat diese Unterscheidung keine große Bedeutung, da dort der Präsident mit so genannten Ad-hoc-Mehrheiten regiert – also mit einer Mehrheit nur für die jeweilige Entscheidung und weitgehend unabhängig von strukturellen Partei- und Koalitionsgrenzen. Die Opposition bringt ihre Position in den parlamentarischen Prozess ein und trägt dadurch zur Kontrolle der Regierungsarbeit bei. Dabei kann sie, abhängig vom jeweiligen Parteiensystem gar eine Gegenregierung für einen eventuellen Regierungswechsel bereitstellen, wie etwa das Schattenkabinett im britischen Unterhaus.

### Sekundärmerkmale
- Die doppelte Spitze der Exekutive: In parlamentarischen Systemen kennt die Exekutive zwei Oberhäupter: Neben den Regierungschef tritt der Staatschef. Anders als im präsidentiellen System handelt es sich bei diesen Ämtern zwangsläufig um zwei verschiedene Organe (siehe Beispiel der Schweiz), die mit einer jeweils eigenen Legitimation ins Amt kommen. In Monarchien ist der Staatschef der Monarch; das Amt wird dabei vererbt, außer in Wahlmonarchien. In Republiken hingegen wird er gewählt, entweder direkt vom Volk oder durch die Delegierten einer Versammlung. Der Regierungschef wird in beiden Fällen gewählt.

## Parlamentarische Republik
Der Begriff parlamentarische Republik bezieht sich oft auf die republikanische Form des parlamentarischen Regierungssystems. Teilweise wird sie aber auch zur allgemeinen Klassifikation einer (semipräsidentiellen) Republik mit relevantem Parlament verwendet. Im ersteren Fall bestehen die Aufgaben des Staatsoberhaupts, welches kein Monarch ist, sondern durch eine Wahl bestimmt wird, vor allem in der Repräsentation des Staates nach innen und außen. Neben der starken Stellung des Regierungschefs ist ebenfalls kennzeichnend, dass der Ministerpräsident vom Parlament gewählt wird und die Minister seines Kabinetts bestimmt. Die Regierung ist im Gegensatz zum Präsidialsystem unmittelbar vom Vertrauen des Parlaments abhängig. Das dieser Machtverteilung zugrundeliegende Prinzip ist der Parlamentarismus.
Da das Konzept der parlamentarischen Republik heterogen ist, genügt kein Blick in entsprechende Gesetzestexte. Die Kompetenzverteilung wird maßgeblich vom Durchsetzungsvermögen der Einzelpersonen in politischen Ämtern bestimmt. Dementsprechend gibt es folgende Kategorien:
ExekutivkooperationEs handelt sich um eine Gleichverteilung des Einflusses zwischen den beiden Exekutivorganen Regierung und Staatsoberhaupt. Sie ist etwa in Italien oder Österreich anzutreffen.

KanzlerdominanzVon Kanzlerdominanz (auch Kanzlerdemokratie) spricht man, wenn der Regierungschef als maßgeblicher politischer Akteur auftritt. In der Bundesrepublik Deutschland spricht man immer in solchen Perioden von Kanzlerdominanz, in denen der derzeitige Bundeskanzler als starke Persönlichkeit auftritt; also etwa in den Zeiten Konrad Adenauers oder Helmut Schmidts. Ein viel zitiertes Gegenbeispiel stellt die Ära Kurt Georg Kiesingers dar.
VersammlungsdominanzDieser Subtyp des parlamentarischen Systems bezeichnet die dominante Stellung des Parlaments im Staat, ist jedoch heute nur mehr selten vorzufinden. In der Schweiz kann insofern davon gesprochen werden, als die Bundesversammlung (das aus den zwei Kammern von Nationalrat und Ständerat bestehende Parlament) die Mitglieder des aus Sicht der Checks and Balances relativ schwachen Bundesrates (die Schweizer Regierung) wählt (Art. 175 Bundesverfassung). In der schweizerischen Konkordanzdemokratie hat das Parlament eine stärkere Stellung gegenüber der Regierung als in einem parlamentarischen System, weil keine konstante Parlamentsmehrheit die Regierung stützen muss. Vielmehr können sich im Parlament von Thema zu Thema wechselnde Mehrheiten bilden, häufig auch gegen die Regierung. Andererseits ist die Legislativ-Kompetenz des Parlaments durch die Möglichkeit, Referenden über Gesetze (Art. 138 ff. BV) zu erzwingen, zurückgebunden (direkte Demokratie).

## Parlamentarische Monarchie
Innerhalb der monarchischen Form des parlamentarischen Regierungssystems kann der Monarch nicht tonangebend sein, da ihm dazu die obligatorische demokratische Legitimation fehlt. Stattdessen übernimmt er weitestgehend repräsentative Funktionen. Selbst in Monarchien, deren Gesetze dem Monarchen darüber weit hinausgehende Kompetenzen gewährleisten, nimmt er diese kaum noch wahr. Dominant ist hier der vom Parlament gewählte Regierungschef. Man spricht in diesem Zusammenhang auch von einer Parlamentarischen Monarchie.

## Die Rolle des Parlaments
Es ist ein bekanntes Paradoxon, dass gerade in parlamentarischen Systemen das Parlament über wenig Handlungsspielraum verfügt. Die folgende Untergliederung soll diesen Umstand erläutern:
ArbeitsparlamentVon Arbeitsparlamenten spricht man dann, wenn das Parlament neben dem Beschluss von Gesetzen auch wesentlich an deren Ausarbeitung und Einbringung in die parlamentarische Debatte beteiligt ist. Dafür bedient sich das Parlament seiner Ausschüsse.
RedeparlamentIst das Parlament funktional auf Gesetzesbeschlüsse beschränkt und überlässt die Arbeit weitgehend der Regierung, spricht man vom Redeparlament. Gerade dieser Typus ist in parlamentarischen Demokratien häufig vorzufinden. Da gerade durch die Abhängigkeit der Regierung vom Parlament eine starke Fraktionsdisziplin vorherrscht, ist das Parlament in seiner Fähigkeit beschränkt, gegen die Regierung zu arbeiten. Diese verfügt schließlich über eine Mehrheit im Parlament und hat somit in der Regel mit keiner starken parlamentarischen Opposition zu rechnen. In diesem Fall beschränkt sich das Parlament weitgehend auf Debatten. Da jedoch, wie oben geschildert, die Regierungsmitglieder weitgehend dem Parlament angehören, nimmt es die Regierungskontrolle durch Befragungen wahr.

## Sonstiges
Im Übrigen gab bzw. gibt es auch Parlamente in Staaten, die keine Demokratien im Sinne der hier beschriebenen waren oder sind (z. B. früher die Deutsche Demokratische Republik, die Sowjetunion oder heute noch die Volksrepublik China).